# Yasuji Miyazaki
Yasuji Miyazaki (japonès: 宮崎康二)  (Kosai, 15 d'octubre de 1916 - 30 de desembre de 1989) va ser un nedador japonès que va competir durant la dècada de 1930.
El 1932 va prendre part en els Jocs Olímpics de Los Angeles, on va disputar dues proves del programa de natació. Guanyà la medalla d'or en ambdues proves, els 100 metres lliures i els 4×200 metres lliures, formant equip amb Masanori Yusa, Takashi Yokoyama i Hisakichi Toyoda.
El 1981 fou incorporat a l'International Swimming Hall of Fame.